# GPR4
GPR4 (англ. G protein-coupled receptor 4) – білок, який кодується однойменним геном, розташованим у людей на короткому плечі 19-ї хромосоми. Довжина поліпептидного ланцюга білка становить 362 амінокислот, а молекулярна маса — 40 982.
| 10         |  | 20         |  | 30         |  | 40         |  | 50         |
| ---------- |  | ---------- |  | ---------- |  | ---------- |  | ---------- |
| MGNHTWEGCH |  | VDSRVDHLFP |  | PSLYIFVIGV |  | GLPTNCLALW |  | AAYRQVQQRN |
| ELGVYLMNLS |  | IADLLYICTL |  | PLWVDYFLHH |  | DNWIHGPGSC |  | KLFGFIFYTN |
| IYISIAFLCC |  | ISVDRYLAVA |  | HPLRFARLRR |  | VKTAVAVSSV |  | VWATELGANS |
| APLFHDELFR |  | DRYNHTFCFE |  | KFPMEGWVAW |  | MNLYRVFVGF |  | LFPWALMLLS |
| YRGILRAVRG |  | SVSTERQEKA |  | KIKRLALSLI |  | AIVLVCFAPY |  | HVLLLSRSAI |
| YLGRPWDCGF |  | EERVFSAYHS |  | SLAFTSLNCV |  | ADPILYCLVN |  | EGARSDVAKA |
| LHNLLRFLAS |  | DKPQEMANAS |  | LTLETPLTSK |  | RNSTAKAMTG |  | SWAATPPSQG |
| DQVQLKMLPP |  | AQ         |  |            |  |            |  |            |

A: Аланін

C: Цистеїн

D: Аспарагінова кислота

E: Глутамінова кислота

F: Фенілаланін

G: Гліцин

H: Гістидин

I: Ізолейцин

K: Лізин

L: Лейцин

M: Метіонін

N: Аспарагін

P: Пролін

Q: Глутамін

R: Аргінін

S: Серин

T: Треонін

V: Валін

W: Триптофан

Кодований геном білок за функціями належить до рецепторів, g-білокспряжених рецепторів, білків внутрішньоклітинного сигналінгу. 
Локалізований у клітинній мембрані, мембрані.